# Phengodes brailovskyi
Phengodes brailovskyi is een keversoort uit de familie Phengodidae. De wetenschappelijke naam van de soort is voor het eerst geldig gepubliceerd in 1986 door Zaragoza & Wittmer.